# Leucographus alluaudi
Leucographus alluaudi är en skalbaggsart som beskrevs av Leon Fairmaire 1897. Leucographus alluaudi ingår i släktet Leucographus och familjen långhorningar.
Artens utbredningsområde är Madagaskar. Inga underarter finns listade i Catalogue of Life.